# Kup europskih prvaka 1982./83. (košarka)
Ovo je 26. izdanje Kupa europskih prvaka u košarci. Pallacanestro Cantù obranio je naslov. Sudjelovale su 24 momčadi. Nakon dva kruga izbacivanja igrana je poluzavršna skupina. Prve dvije momčadi iz nje (Pallacanestro Cantù i Billy Milano) izborile su završnicu. Daljnji poredak: Real Madrid, CSKA Moskva, Maccabi Tel Aviv, Cibona Zagreb. Završnica je odigrana u Grenobleu 24. ožujka 1983.

## Završnica
- Pallacanestro Cantù -  Billy Milano 69:68

- europski prvak:  Pallacanestro Cantù (drugi naslov)
  - sastav ([1]): Denis Innocentin, Fausto Bargna, Giorgio Cattini, Corrado Fumagalli, Beppe Bosa, Renzo Bariviera, Jim Brewer, Antonello Riva, Pierluigi Marzorati, Wallace Bryant, Antonio Sala, trener Giancarlo Primo